# The Firefly
The Firefly is een Amerikaanse muziekfilm uit 1937 onder regie van Robert Z. Leonard. Destijds werd de film in Nederland uitgebracht onder de titel Tarantella.

## Verhaal
In de tijd van Napoleon werkt de zangeres Nina Maria als spion voor Spanje. Ze verleidt Franse officieren om te weten te komen welke plannen de keizer heeft met haar vaderland. Ze maakt kennis met Don Diego en wordt verliefd op hem. Tijdens een missie in Bayonne ontdekt ze dat Don Diego in werkelijkheid een Franse kapitein is die haar in de gaten moet houden. Nina weet aan Don Diego te ontsnappen en duikt onder. Bij de Franse inval van Spanje wordt ze opgepakt.

## Rolverdeling
| Acteur             | Personage                   |
| ------------------ | --------------------------- |
| Jeanette MacDonald | Nina Maria                  |
| Allan Jones        | Don Diego                   |
| Warren William     | Majoor de Roucemont         |
| Billy Gilbert      | Herbergier                  |
| Douglass Dumbrille | Markies de Melito           |
| Henry Daniell      | Generaal Savary             |
| Leonard Penn       | Etienne                     |
| Tom Rutherford     | Koning Ferdinand            |
| Belle Mitchell     | Lola                        |
| George Zucco       | Hoofd van de geheime dienst |
| Corbet Morris      | Duval                       |
| Matthew Boulton    | Wellington                  |

## Filmmuziek
1. Love Is Like a Firefly
2. Danse Jeanette
3. The Donkey Serenade
4. Sympathy
5. A Woman's Kiss
6. Giannina Mia
7. He Who Loves and Runs Away
8. When a Maid Comes Knocking at Your Heart
9. I Love You Don Diego
10. Ojos Rojos
11. Para La Salud
12. The Donkey Serenade
13. Finale: Giannina Mia
14. English March